# كل شيء عن الجاز
كل شيء عن الجاز (بالإنجليزية: All About Jazz)‏ هو موقع ويب من نوع مجلة إلكترونية ومجتمع افتراضي أنشئ في 1995، ومحتواه الأساسي حول جاز.

## وصلات خارجية
- الموقع الرسمي